# Вологі ліси Західного Еквадору
Вологі ліси Західного Еквадору (ідентифікатор WWF: NT0178) — неотропічний екорегіон тропічних та субтропічних вологих широколистяних лісів, розташований на заході Еквадору та на південному заході Колумбії.

## Географія
Екорегіон вологих лісів Західного Еквадору охоплює більшу частину Західного та Північно-Західного Еквадору, а також крайній південний захід Колумбії. Він простягається від річки Патія в колумбійському департаменті Нариньйо на південь смугою завширшки 100-2000 км через території еквадорських провінцій Есмеральдас, Манабі, Лос-Ріос та Гуаяс, досягаючи на півдні Гуаякільської затоки. Із заходу екорегіон обмежений Тихим океаном, а зі сходу — передгір'ями Анд.
Рельєф регіону представлений прибережними рівнинами, які підіймаються на висоту до 800 м над рівнем моря. Внаслідок сильної вулканічної активності у минулому на території екорегіону переважають вулканокластичні відклади та андезитові лави, які перемежовуються третинними морськими осадовими породами. Ґрунти в регіоні родючі, особливо в північно-центральній частині, де поширені відклади лапілі та вулканічного попелу.
На півночі, за річкою Патія, вологі ліси Західного Еквадору переходять у вологі ліси Чоко та Дар'єну, а на сході, на території Еквадорських Анд, — у гірські ліси Північно-Західних Анд. На тихоокеанському узбережжі на заході вологі ліси подекуди переходять у сухі ліси Еквадору, а також у мангрові ліси, які є частиною екорегіонів мангрів Есмеральдасу та тихоокеанського узбережжя Колумбії та мангри Манабі. На півдні вологі ліси переходять у затоплювані луки Гуаякілю та у мангри Гуаякільської затоки і Тумбесу.

## Клімат
В межах екорегіону переважає тропічний саванний клімат (Aw за класифікацією кліматів Кеппена) або мусонний клімат (Am за класифікацією Кеппена). Середньорічна кількість опадів на північному заході екорегіону становить від 7000 до понад 8000 мм і є однією з найвищих на Землі, а на півдні — близько 2000 мм. Виражений сухий сезон в регіоні здебільшого відсутній. Середня температура в регіоні становить 23-27 °C і залишається стабільною протягом року.

## Флора
Рослинний покрив екорегіону представлений густими вологими тропічними лісами, дерева у яких виростають до 30 м заввишки. Ці дерева часто оповиті ліанами та вкриті численними епіфітами, мохами та лишайниками, а в їх підліску поширені різноманітні папороті та пальми. Серед найбільш поширених в екорегіоні дерев слід відзначити віролу Діксона (Virola dixonii), гвіанське крабове дерево (Carapa guianensis), молочне дерево (Brosimum utile) та гуарею Кунта (Guarea kunthiana), а серед пальм, що домінують у середньому ярусі, — велику іріатею (Iriartea deltoidea) та п'ятилисту веттінію (Wettinia quinaria). Серед інших поширених в регіоні дерев слід відзначити псевдолмедію Еггерса (Pseudolmedia rigida subsp. eggersii), червону кларісію (Clarisia racemosa), кулясту симфонію (Symphonia globulifera), барвисту матісію (Matisia coloradorum), чокоанську пуруму (Pourouma bicolor subsp. chocoana) та різні види путерій (Pouteria spp.), а також емерджентних коротколистих фікусів (Ficus citrifolia), висота яких може перевищувати 60 м. Нижні частини стовбурів дерев вкривають різні види епіфітних представників родин Кліщинцеві (Araceae) та Циклантові (Cyclanthaceae). У лісах провінції Есмеральдас на північному заході Еквадору зустрічаються рідкісні дікліптери Додсона (Dicliptera dodsonii), великоплоді крабові дерева (Carapa megistocarpa) та кілясті токсосіфони (Toxosiphon carinatus).
Флора екорегіону характеризується високим різноманіттям та рівнем ендемізму. Загалом в лісах регіону зареєстровано близько 10 000 видів рослин, з яких приблизно 2500 видів є ендеміками. У лісах Наукового центру Ріо-Паленке рівень ендемізму досягає 26 %. Серед ендемічних видів, що зустрічаються в регіонуі, слід відзначити рідкісний високий гуміріаструм (Humiriastrum procerum), поширений на північ від річки Гвайябамба, який перебуває під загрозою зникнення через вирубку лісів.
Високе флористичне різноманіття вологих лісів Західного Еквадору спричинене природною фрагментацією та кліматичними й едафічними процесами. Швидке видоутворення є адаптацією до низької щільності популяцій та швидких природних темпів вимирання. Прикладом є непропорційна кількість однодольних рослин (28 %) порівняно з кількістю дводольних (19 %). Ще одним чинником, який сприяє високому біорізноманіттю екорегіону, є холодна Перуанська течія, яка приносить холодні сухі вітри та утворює різкий перехід між вологими лісами Еквадору та сухими лісами на півдні.

## Фауна
Фауна екорегіону також характеризується дуже високим різноманіттям та рівнем ендемізму. Серед великих ссавців, поширених в регіоні, слід відзначити центральноамериканського тапіра (Tapirus bairdii), тропічного білохвостого оленя (Odocoileus virginianus tropicalis), американську мазаму (Mazama americana), ошийникового пекарі (Dicotyles tajacu), колумбійського ревуна (Alouatta palliata), бурогорлого лінивця (Bradypus variegatus), північного двопалого лінивця (Choloepus hoffmanni), а також найбільших хижаків Еквадору — ягуарів (Panthera onca) та пум (Puma concolor). Серед інших хижих ссавців, поширених в регіоні, слід відзначити оцелота (Leopardus pardalis), маргая (Leopardus wiedii), ягуарунді (Herpailurus yagouaroundi), чагарникового пса (Speothos venaticus), тайру (Eira barbara), кінкажу (Potos flavus), білоносу носуху (Nasua narica), смугастого свинорилого скунса (Conepatus semistriatus), ракуна-крабоїда (Procyon cancrivorus) та неотропічну видру (Lontra longicaudis), поширену на берегах річок. 
Також в екорегіоні поширені численні дрібні ссавці, зокрема чорно-білі капуцини (Cebus capucinus), низинні паки (Cuniculus paca), центральноамериканські агуті (Dasyprocta punctata), рудохвості вивірки (Sciurus granatensis), центральноамериканські щетинці (Proechimys semispinosus), двоцвіті коенду (Coendou bicolor), південні опосуми (Didelphis marsupialis), центральноамериканські волохаті опосуми (Caluromys derbianus), дев'ятипоясні броненосці (Dasypus novemcinctus), північні тамандуа (Tamandua mexicana) та різноманітні рукокрилі, зокрема великі плодоїди (Artibeus lituratus). Ендеміками екорегіону є ла-перлійські жовтоплечі кажани (Sturnira perla) та листоноси Джованні (Micronycteris giovanniae), а майже ендемічними його представниками — буроголові коати (Ateles fusciceps), еквадорські капуцини (Cebus aequatorialis), західні низинні олінго (Bassaricyon medius), гуаякільські вивірки (Sciurus stramineus), західні карликові вивірки (Microsciurus mimulus), рудуваті м'якошерстні щетинці (Diplomys labilis), мірійські лазаючі щури (Tylomys mirae), еквадорські колючі торбомиші (Heteromys teleus) та темні чотириокі опосуми (Philander melanurus).
Орнітофауна екорегіону нараховує близько 650 видів птахів. Серед птахів, що зустрічаються в лісах регіону, слід відзначити малого татаупу (Crypturellus soui), великого кракса (Crax rubra), строкатого голуба (Patagioenas speciosa), велику піаю (Piaya cayana), мексиканського ерміта (Phaethornis longirostris), смугастохвостого ерміта (Threnetes ruckeri), зеленого колібрі-довгохвоста (Discosura conversii), синьоголового колібрі-якобіна (Florisuga mellivora), фіолетоволобого колібрі-фею (Heliothryx barroti), фіолетоволобого колібрі-лісовичка (Thalurania colombica), синьочеревого колібрі-лісовичка (Chlorestes julie), блакитноволого аріана (Polyerata amabilis), цакатла (Amazilia tzacatl), великодзьобого канюка (Rupornis magnirostris), чорноголового канюка (Leucopternis semiplumbeus), буру сову-лісовика (Strix virgata), буру сову-роганя (Lophostrix cristata), жовтогрудого трогона (Trogon rufus), фіолетоволого трогона (Trogon violaceus), амазонійського момота (Baryphthengus martii), жовтошийого тукана (Ramphastos ambiguus), плямистоволого аракарі (Pteroglossus torquatus), чорнощоку гілу (Melanerpes pucherani), червоногорлу ятлу (Celeus loricatus), червоногузого дзьогана (Veniliornis kirkii), панамську таматію (Malacoptila panamensis), синьокрилого ару (Ara severus), жовтолобого амазона (Amazona farinosa), жовтощокого амазона (Amazona autumnalis), темнохвостого котору (Pyrrhura melanura), синьолобого папугу (Touit dilectissimus), низинного сорокуша (Thamnophilus atrinucha), білобокого кадука (Myrmotherula axillaris), смугастого колючника (Cymbilaimus lineatus), темного ману (Cercomacroides nigrescens), тарабу (Taraba major), дереволаза-долотодзьоба (Glyphorynchus spirurus), пурпурового плодоїда (Querula purpurata), темного бекарда (Pachyramphus homochrous), рудохвостого москверито (Terenotriccus erythrurus), тропічного тирана (Tyrannus melancholicus), жовтоголового тирана (Tyrannulus elatus), панамського копетона (Myiarchus panamensis), рудощоку комароловку (Microbates cinereiventris), білочеревого віреончика (Pachysylvia decurtata), каштанового поплітника (Cantorchilus nigricapillus), амазонійського шпалюшка (Microcerculus marginatus), білосмугого дрозда (Turdus albicollis), світлочеревого дрозда (Turdus obsoletus), золотолобу гутураму (Euphonia xanthogaster), золотодзьобого тихоголоса (Arremon aurantiirostris), білогорлу коноту (Conopias albovittatus), блідого коронника (Myiothlypis fulvicauda), пурпурову танагру-медоїда (Cyanerpes caeruleus), білоплечу танагру-жалібницю (Loriotus luctuosus), блакитного цукриста (Dacnis cayana), синьощокого цукриста (Dacnis venusta) та церебу (Coereba flaveola).
Ендеміками екорегіону є оливкові колібрі-іскринки (Chaetocercus berlepschi), вогнистолобі бородатки (Capito squamatus) та червоногруді цукристи (Dacnis berlepschi), а майже ендемічними його представниками — чорні татаупи (Crypturellus berlepschi), рудоголові чачалаки (Ortalis erythroptera), брунатні пенелопи (Penelope ortoni), рудолобі токро (Odontophorus erythrops), малі голуби (Patagioenas goodsoni), індигові голубки (Geotrygon purpurata), бліді горлички (Leptotila pallida), смугасті таязури (Neomorphus radiolosus), гніді пастушки (Aramides wolfi), колумбійські леляки (Nyctiphrynus rosenbergi), колумбійські ерміти (Phaethornis yaruqui), гачкодзьобі колібрі (Androdon aequatorialis), пурпуровочереві колібрі (Polyerata rosenbergi), малі колібрі-іскринки (Chaetocercus bombus), еквадорські трогони (Trogon mesurus), білоокі трогони (Trogon comptus), білохвості трогони (Trogon chionurus), гірські тукани (Ramphastos brevis), еквадорські аракарі (Pteroglossus erythropygius), смугастодзьобі аракарі (Pteroglossus sanguineus), колумбійські дятли-смугані (Piculus litae), червоногруді дятли-кардинали (Campephilus splendens), гуаякильські дятли-кардинали (Campephilus gayaquilensis), колумбійські дзьогани (Veniliornis chocoensis), панамські лінивки-смугохвости (Nystalus radiatus), чорноволі лінивки-строкатки (Notharchus pectoralis), жовтобокі бородатки (Capito quinticolor), колумбійські рарії (Micrastur plumbeus), чокоанські сплюшки (Megascops centralis), рожевощокі каїки (Pyrilia pulchra), сапаї (Sapayoa aenigma), західні кадуки (Myrmotherula pacifica), західні покривники (Sipia nigricauda), узлісні покривники (Sipia berlepschi), рудоголові кусачки (Pittasoma rufopileatum), перлистоволі батарито (Dysithamnus puncticeps), рудокрилі горнеро (Furnarius cinnamomeus), чокоанські манакіни (Cryptopipo litae), венесуельські котинги (Cotinga nattererii), чорнодзьобі блаватники (Caprodectes hopkei), еквадорські красочуби (Cephalopterus penduliger), еквадорські віялочуби (Onychorhynchus occidentalis), жовтокрилі мухоїди (Tolmomyias flavotectus), чорноголові аруни (Myiornis atricapillus), колумбійські атіли (Attila torridus), попелясті тиранці (Myiopagis parambae), чокоанські тирани-свистуни (Sirystes albogriseus), чокоанські тирани-малюки (Zimmerius albigularis), темні пікоплано (Rhynchocyclus pacificus), сірогорлі комароловки (Polioptila schistaceigula), брунатні покривники (Percnostola zeledoni), смугастогруді поплітники (Cantorchilus leucopogon), тропічні дрозди (Turdus maculirostris), еквадорські дрозди (Turdus reevei), колумбійські дрозди (Turdus daguae), пістрявобокі гутурами (Euphonia fulvicrissa), чокоанські коронники (Myiothlypis chlorophrys), колумбійські танагри-широкодзьоби (Chlorothraupis olivacea), вохристоволі танагри-широкодзьоби (Chlorothraupis stolzmanni), рудокрилі танагри (Tangara lavinia), синьовусі танагри (Tangara johannae), еквадорські танагри (Poecilostreptus palmeri), червоноброві танагри-інки (Heterospingus xanthopygius), нікарагуанські танагри-жалібниці (Tachyphonus delatrii), колумбійські танагрики (Chrysothlypis salmoni), жовтоплечі цукристи (Dacnis egregia) та золотоволі аркеї (Bangsia rothschildi). Більшість з цих видів також зустрічаються у вологих лісах на заході Колумбії.
Герпетофауна екорегіону включає низку рідкісних амфібій, зокрема рогату сумчасту квакшу (Gastrotheca cornuta), елегантну жабу-арлекіна (Atelopus elegans), весняну лісову жабу (Pristimantis crenunguis), пічинчийського дереволаза (Hyloxalus toachi) та синьоплямисту жабу (Rhaebo caeruleostictus), а також низку ендемічних плазунів, зокрема еквадорського аноліса (Anolis parilis) та двоплямистого аноліса (Anolis binotatus). У водно-болотних угіддях регіону зустрічаються гострорилі крокодили (Crocodylus acutus), а на морських узбережжях — зелені черепахи (Chelonia mydas) та бісси (Eretmochelys imbricata).

## Збереження
Значна частина вологих лісів Західного Еквадору була знищена у XX столітті. Більшість з них були перетворені на бананові, каучукові та пальмові плантації. Важливим фактором, який сприяв заселенню регіону, вирубці лісів та перетворенню їх на сільськогосподарські угіддя, є розвиток транспортної інфраструктури між 1960 і 1980 роками. Основною загрозою для збереження природи регіону є подальша вирубка лісів.
Оцінка 2017 року показала, що 1723 км², або 5 % екорегіону, є заповідними територіями. Природоохоронні території включають: Національний парк Мачалілья, Екологічний заповідник Хама-Коаке та Екологічний заповідник Котакачі-Каяпас в Еквадорі.